# Чайковский, Никита Евгеньевич
Никита Евгеньевич Чайковский (род. 21 мая 1998, Хорева, Брестская область) — белорусский игрок в пляжный футбол. Выступает за сборную Белоруссии. Участник четырех чемпионатов мира (2019, 2021, 2024, 2025).

## Биография
Родился в деревни Хорева Пружанского района Брестской области. Первый тренер — А. Н. Жукович. Начал играть в пляжный футбол в январе 2006 году. В составе команды «Гроднооблспорт» дважды становился чемпионом Белоруссии. В 2018 году играл в чемпионате Белоруссии по мини-футболу за «Щучин».
В зарубежной команде впервые оказался в 2019 году, когда перешёл в российский клуб по пляжному футболу ЭЛМОНТ. Кроме того защищал цвета БАТЭ, «Нистру» и минского «Динамо», а также московских клубов «Спартак» и «Локомотив».
В составе сборной Белоруссии дебютировал в 2017 году. Участвовал на Европейских играх 2019 года в Минске. Четырежды представлял Белоруссию на чемпионатах мира в 2019, 2021, 2024 и 2025 годах. На турнире 2024 года вместе с командой впервые в истории белорусской сборной стал бронзовым призёром. На чемпионате мира 2025 года, проходившем на Сейшельских островах, Чайковский стал лучшим ассистентом. В шести играх он отдал восемь результативных передач. Вместе с командой стал серебряным призером турнира, в финале белорусы уступили сборной Бразилии со счетом 3:4.
По итогам 2021 года был признан лучшим игроком Белоруссии в пляжном футболе.

## Достижения
Сборная Белоруссии
- Серебряный призёр чемпионата мира: 2025
- Победитель Игр стран СНГ: 2023
- Финалист Евролиги: 2021

На клубном уровне
- Чемпион Белоруссии: 2018, 2019 (Гроднооблспорт)
- Победитель Кубка Белоруссии: 2018 (Гроднооблспорт)
- Финалист чемпионата России: 2020 (Спартак), 2022, 2023 (Локомотив)
- Финалист Кубка России: 2022 (Локомотив)
- Победитель Московского международного кубка: 2023 (Локомотив)
- Финалист Московского международного кубка: 2022 (Локомотив)